# Axel Löfvander
Axel Löfvander ( i riksdagen kallad Löfvander i Kvarnby), född 16 april 1880 i Håslövs församling, Malmöhus län, död 26 mars 1957 i Södra Sallerups församling, Malmöhus län, var en svensk politiker.
Löfvander var riksdagsledamot för bondeförbundet från 1929 i första kammaren, invald i Malmöhus läns valkrets.